# RCOR1
El correpresor 1 REST (RCOR1) es una proteína codificada en humanos por el gen RCOR1.
El gen RCOR1 codifica un correpresor funcional necesario para la regulación específica de la expresión génica a nivel neural.

## Interacciones
La proteína RCOR1 ha demostrado ser capaz de interaccionar con:
- HMG20B[3]
- HDAC1[3][4]
- HDAC2[3][4]
- REST[1]
- PHF21A[3][5]